# 井村屋フーズ
井村屋フーズ株式会社（いむらやフーズ、Imuraya foods Co., Ltd.）は、日本の食品メーカーで、井村屋グループの完全子会社。

## 概要
1969年に「日本フード株式会社」として設立されたが、日本ハム株式会社系列の日本フード、日本食品、ジャパンフーズとはまったく関係がない。
主に井村屋グループのアイス菓子を中心として製造し、OEM製品も製造している。
2017年に同じく井村屋グループの完全子会社である「井村屋シーズニング株式会社」との合併により「井村屋フーズ株式会社」が設立された。

## 沿革
- 1969年1月10日 - 「日本フード株式会社」を設立。
- 2002年7月 - ISO 14001認証を取得。
- 2003年10月 - 有機JAS認定を取得。
- 2003年11月 - ISO 9001認証を取得。
- 2017年4月1日 - 井村屋シーズニング株式会社との合併により「井村屋フーズ株式会社」設立。

## 主な製品
- アイスクリーム製品
- まんとう
- ぜんざい
- しるこ